# Thomas Thiruthalil
Thomas Thiruthalil (ur. 17 stycznia 1936 w Vazhakulam) – indyjski duchowny rzymskokatolicki, w latach 1989-2013 biskup Balasore.

## Życiorys
Święcenia kapłańskie przyjął 14 kwietnia 1963. 24 stycznia 1974 został prekonizowany biskupem Berhampuru. Sakrę biskupią otrzymał 5 maja 1974. 18 grudnia 1989 został mianowany biskupem Balasore. 9 grudnia 2013 przeszedł na emeryturę.